# Ngouyaézi
Ngouyaézi ist ein Berg im Westen der Insel Anjouan im Inselstaat Komoren.

## Geographie
Der Hügel liegt an einer schmalen Stelle auf dem westlichen Ausläufer der Insel zwischen den Ortschaften Iméré, Boungouéni und Vindjajou. Er gehört zum Bergkamm des Dzindzanoni-Bajoni-Rückens.